# مونيكا ويجنيرت
مونيكا ويجنيرت (بالإنجليزية: Monika Wejnert)‏ مواليد 6 أبريل 1992 في بريزبان، هي لاعبة كرة مضرب أسترالية سابقة بدأت مسيرتها كمحترفة سنة 2008. أعلى تصنيف لها في الفردي كان المركز الـ 324 في سنة 2009. أعلى تصنيف لها في الزوجي كان 315.

## الخط الزمني للأداء
مفتاح
| ف | ن | ن.ن | ر.ن | د# | د.م | ل | أ.أ | ت | غ | ب | ف | ذ | م.خ | ل.ت |

(ف) فاز بالبطولة (ن) وصل النهائي (ن.ن) نصف النهائي (ر.ن) ربع النهائي (د#) الأدوار الأربعة الأولى (د.م) دور المجموعات (ل) شارك في كأس ديفيز (أ.أ) خرج من الأدوار الاولى (ت) خسر التصفيات التأهيلية (غ) غاب عن الحدث أو البطولة (ب) حصل على ميدالية برونزية (ف) حصل على ميدالية فضية (ذ) حصل على ميدالية ذهبية (م.خ) بطولة الماسترز خُفضت إلى مرتبة أقل (ل.ت) البطولة لم تعقد في السنة المعينة.
لتجنب الارتباك وازدواجية الحساب، يتم تحديث هذه المعلومات إما في نهاية البطولة، أو عندما تكون مشاركة اللاعب في البطولة قد انتهت.
| الدورة               | 2009 | إجمالي ف/م | إجمالي ف/خ |
| -------------------- | ---- | ---------- | ---------- |
| أستراليا المفتوحة    | د1   | 0 / 1      | 0–1        |
| فرنسا المفتوحة       | غ    | 0 / 0      | 0–0        |
| بطولة ويمبلدون       | غ    | 0 / 0      | 0–0        |
| أمريكا المفتوحة      | غ    | 0 / 0      | 0–0        |
| جراند سلام فوز-خسارة | 0–1  | 0 / 1      | 0–1        |
| الدورة الألقاب       | 0    | بلا        | 0          |
| تصنيف نهاية العام    | 334  | بلا        | بلا        |

- إجمالي ف / م = إجمالي الفوز والمشاركة
- إجمالي ف/خ = إجمالي الفوز والخسارة

## روابط خارجية
- مونيكا ويجنيرت على موقع رابطة محترفات التنس (الإنجليزية)
- مونيكا ويجنيرت على موقع الاتحاد الدولي لكرة المضرب (الإنجليزية)
- مونيكا ويجنيرت على موقع اتحاد التنس الأسترالي (الإنجليزية)
- مونيكا ويجنيرت على موقع إي إس بي إن.كوم (الإنجليزية)